# Saint-Guy
Pour les articles homonymes, voir Saint Guy.
Saint-Guy est une ancienne municipalité située dans la municipalité régionale de comté (MRC) des Basques dans la région administrative du Bas-Saint-Laurent au Québec (Canada). 
Elle a fusionné avec la municipalité de Lac-des-Aigles le 31 juillet 2024 afin de former la nouvelle ville de Lac-des-Aigles. 

## Toponymie
Le nom de la municipalité est repris du nom de la paroisse qui est en l'honneur de saint Guy, un martyr. La paroisse a été placée sous le patronage de saint Guy par l'évêque Georges-Alexandre Courchesne en 1936 en souvenir du fait que l'église a été construite un 15 juin, jour de la fête de saint Guy.
Auparavant, l'endroit était connu sous le vocable de « colonie de Bédard-Centre », le nom de « Bédard » étant repris du canton de Bédard dans lequel la municipalité est située.

## Géographie
La municipalité de Saint-Guy était située à 30 km au sud-est de Trois-Pistoles. La majeure partie du territoire de Saint-Guy est couverte de forêts et de lacs.

## Histoire
En 1936, une mission est ouverte. Les registres paroissiaux sont ouverts depuis le 26 septembre 1936,. Le premier desservant résident est Édouard Lepage à partir de 1936. Avant lui, le curé de Saint-Médard, Alexis April, desservait l'endroit depuis 1935. En 1937, une chapelle est construite. La même année, le bureau de poste est ouvert sous le nom de « Saint-Guy ».
En 1952, la chapelle est parachevée. Le 25 septembre 1957, la paroisse de Saint-Guy est érigée canoniquement,. Son premier curé est Émitle T.-Bélanger. L'année suivante, la municipalité est créée.
À l'été 2006, l'église de Saint-Guy est désaffectée et vendue à la municipalité. Le 31 décembre 2006, la paroisse de Saint-Guy est dissoute et son territoire annexé à la paroisse de Lac-des-Aigles. 
Le 31 juillet 2024, les municipalités de Saint-Guy et de Lac-des-Aigles fusionnent afin de former la ville de Lac-des-Aigles.

## Démographie
| 1961 | 1966 | 1971 | 1976 | 1981 | 1986 | 1991 |
| ---- | ---- | ---- | ---- | ---- | ---- | ---- |
| 688  | 551  | 308  | 194  | 205  | 178  | 157  |

| 1996 | 2001 | 2006 | 2011 | 2016 | 2021 | - |
| ---- | ---- | ---- | ---- | ---- | ---- | - |
| 108  | 106  | 89   | 91   | 54   | 76   | - |

## Économie
Les principales activités économiques de Saint-Guy ont toujours été l'agriculture et l'industrie forestière. Cependant, l'exode rural aux XXe et XXIe siècle a placé la municipalité dans une situation économique précaire avec une réduction importante de sa population.

## Administration
Les élections municipales se font en bloc pour le maire et les six conseillers.
| Saint-Guy Maires depuis 2001                                                                                          |                       |                        |          |
| Élection | Maire                 | Qualité                | Résultat |
| 2001 | Jean-Noël Bolduc      |                        | Voir     |
| 2005 | Raynald Roy           |                        | Voir     |
| n/d | Jocelyn Dallaire      |                        | n/d      |
| 2009 | Jocelyn Dallaire      | Voir                   |          |
| fév. 2011 | Commission municipale |                        | n/a      |
| avr. 2011 | Roger Rioux           |                        | Voir     |
| n/d | Jean-Noël Bolduc (2)  |                        | Voir     |
| 2013 | Jean-Noël Bolduc (2)  | Voir                   |          |
| 2017 | Maxime Dupont         |                        | Voir     |
| 2021 | Yannick Pelletier     | Conseiller (2017-2021) | Voir     |
| janv. 2022 |                       | Maire suppléant        | Voir     |
| mars 2022 | Gilles Roussel        |                        | Voir     |
| Élection partielle en italique Depuis 2005, les élections sont simultanées dans toutes les municipalités québécoises. |                       |                        |          |